# Caroline Evers-Swindell
Caroline Frances Evers-Swindell (Hastings, 10 oktober 1978) is een Nieuw-Zeelands voormalig roeister. Evers-Swindell nam bij mondiale kampioenschappen deel aan de zijde van haar tweelingzus Georgina Evers-Swindell. Evers-Swindell maakte haar debuut tijdens de wereldkampioenschappen roeien 1998 in de acht met een zevende plaats. Tijdens de wereldkampioenschappen roeien 2001 won Evers-Swindell haar eerste medailles namelijk een zilveren medaille in de dubbel-twee en dubbel-vier. Vanaf de wereldkampioenschappen roeien 2002 begonnen de gezusters Evers-Swindell aan hun drie opeenvolgende wereldtitels. Evers-Swindell won tijdens de Olympische Zomerspelen 2004 de gouden medaille in de dubbel-twee. Vier jaar later tijdens de Olympische Zomerspelen 2008 prolongeerde Evers-Swindell haar olympische titel. Evers-Swindell haar man Carl Meyer was tevens een roeier en werd eenmaal wereldkampioen.

## Resultaten
- Wereldkampioenschappen roeien 1998 in Keulen 7e in de acht
- Wereldkampioenschappen roeien 1999 in St. Catharines 8e in de acht
- Wereldkampioenschappen roeien 2001 in Luzern  in de dubbel-twee
- Wereldkampioenschappen roeien 2001 in Luzern  in de dubbel-vier
- Wereldkampioenschappen roeien 2002 in Sevilla  in de dubbel-twee
- Wereldkampioenschappen roeien 2003 in Milaan  in de dubbel-twee
- Wereldkampioenschappen roeien 2003 in Milaan 12e in de dubbel-vier
- Olympische Zomerspelen 2004 in Athene  in de dubbel-twee
- Wereldkampioenschappen roeien 2005 in Kaizu  in de dubbel-twee
- Wereldkampioenschappen roeien 2006 in Eton  in de dubbel-twee
- Wereldkampioenschappen roeien 2007 in München  in de dubbel-twee
- Olympische Zomerspelen 2008 in Peking  in de dubbel-twee

1976: Svetla Otsetova & Zdravka Jordanova ·
1980: Jelena Chloptseva & Larissa Popova ·
1984: Marioara Popescu & Elisabeta Oleniuc ·
1988: Birgit Peter & Martina Schröter ·
1992: Kerstin Köppen & Kathrin Boron ·
1996: Marnie McBean & Kathleen Heddle ·
2000: Jana Thieme & Kathrin Boron ·
2004: Georgina Evers-Swindell & Caroline Evers-Swindell ·
2008: Georgina Evers-Swindell & Caroline Evers-Swindell ·
2012: Katherine Grainger & Anna Watkins   ·
2016: Magdalena Fularczyk-Kozłowska & Natalia Madaj ·
2020: Nicoleta-Ancuța Bodnar & Simona Radiș ·
2024: Brooke Francis & Lucy Spoors